# Aichryson punctatum
Aichryson laxum ist eine Pflanzenart der Gattung Aichryson und gehört zur Familie der Dickblattgewächse (Crassulaceae).

## Beschreibung
Die einjährige oder zweijährige krautige Pflanze erreicht Wuchshöhen von 8 bis 20 Zentimetern. Seltener bis zu 30 Zentimeter. Der Stängel ist unten kahl, oben jedoch flaumig behaart. Die eiförmig-rhombischen, fleischigen Laubblätter sind dunkelgrün und kahl. Der gekerbte Blattrand ist rot oder schwarz punktiert. Die Blüten hat 6 bis 9 goldgelbe Kronblätter. Blütezeit ist von April bis Juli.

## Vorkommen
Aichryson punctatum ist ein Endemit der Kanarischen Inseln, mit Ausnahme von Fuerteventura. Die Pflanze bevorzugt als Standort halbschattige Felsen und Mauern.